# كأس ألمانيا 2021–22
كأس ألمانيا 2021–22 كان الموسم التاسع والسبعون من مسابقة كأس كرة القدم الألمانية السنوية. شارك أربعة وستون فريقًا في المسابقة، بما في ذلك جميع الفرق من الدوري الألماني والدوري الألماني الدرجة الثانية العام الماضي . بدأت المسابقة في 6 أغسطس 2021 وانتهت في 21 مايو 2022 بالمباراة النهائية في الملعب الأولمبي في برلين، وهو مكان محايد اسميًا، والذي استضاف النهائي منذ عام 1985.
كان بوروسيا دورتموند هو حامل اللقب، بعد أن هزم آر بي لايبزيغ 4–1 في النهائي السابق ليحقق لقبه الخامس، لكنه خسر أمام سانت باولي في دور الستة عشر. فاز لايبزيغ بنسخة هذا العام بفوزه على فرايبورغ في النهائي.

## وصلات خارجية
- الموقع الرسمي
- كأس ألمانيا على kicker.de (بالألمانية)